# Девушка из Олинфа
«Девушка из Олинфа» — комедия древнегреческого драматурга Менандра, текст которой сохранился фрагментарно в виде ряда цитат, приведённых другими античными авторами. В тексте упоминается военная экспедиция Аристотеля на Лемнос, датируемая 313/312 годом до н. э., то есть пьеса была написана позже этой даты.
Подробности сюжета неизвестны. При этом исследователи полагают, что заглавная героиня комедии, если учитывать законы жанра, должна была оказаться не олинфянкой, а афинянкой по происхождению. Это сделало бы для неё возможным желанный брак с гражданином Афин.